# Geilo

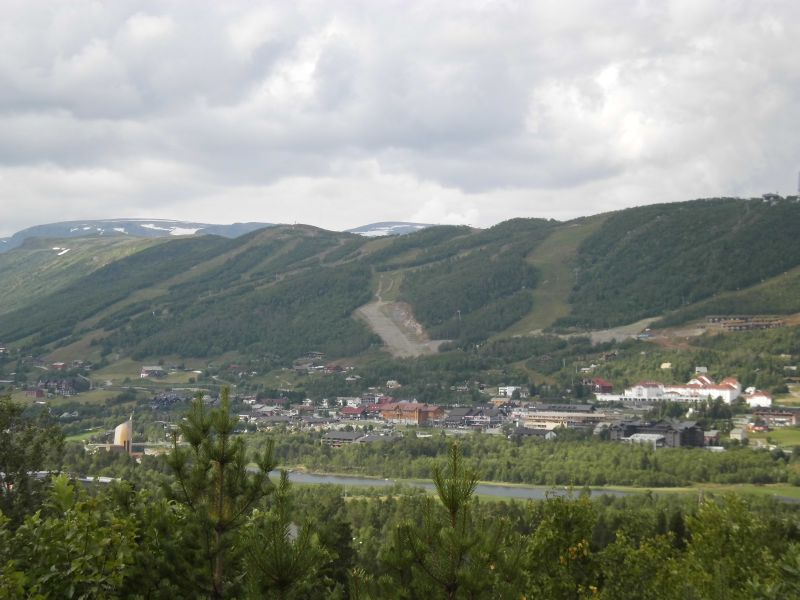
Localidad de Geilo, Noruega

Geilo es una localidad del municipio de Hol, Noruega, en el valle de Hallingdal, con alrededor de 2300 habitantes.
Geilo es ante todo una ciudad estación de esquí, pero también ofrece actividades veraniegas. Geilo se encuentra en un valle con cordilleras montañosas a cada lado. El centro de la ciudad queda a 800 m s. n. m., y su punto más alto está a 1178 m s. n. m. Está situado a 250 km de Oslo y 260 km de Bergen.
Tiene una estación de ferrocarril (Geilo stasjon) con aproximadamente cinco trenes al día que van a Bergen (al oeste) o a Oslo (al este). El aeropuerto más cercano es el Aeropuerto de Geilo-Dagali (a 24 km), mientras que el aeropuerto más cercano que acepta vuelos internacionales es el aeropuerto de Fagernes. Geilo se encuentra cerca de la famosa línea de ferrocarril de Flåm. Geilo tiene tres lagos, Slåttahølen, Vestlefjorden y Ustedalsfjorden, de lejos el más grande de los tres.